# 윤종오
윤종오(尹鍾五, 1963년 8월 14일~)는 대한민국의 공장 노동자 출신 정치인이다. 제20·22대 국회의원이다.
1963년 경상남도 합천군 출생이며, 부산에서 초중고를 졸업하였다.
1986년 제7공수특전여단을 전역후 울산 현대자동차에 입사하였다.
그 다음해인 1987년 민주항쟁과 함께 노농자대투쟁으로 노동조합이 창립될 때 노동운동에 투신하여 10년의 조합간부 활동을 하였다.
1998년 내부 노동운동의 새로운 방향을 모색할 때 노동자정치세력화 선발대로 나서 울산 북구의원에 당선된다.
이후 두차례의 울산광역시의원과 울산북구청장을 거쳐 2016년 울산북구지역 국회의원으로 출마하여 울산 최다득표로 당선되었다.
제20대 국회의원 재직 중 2017년 12월 22일 공직선거법 위반 혐의로 당선무효형을 선고받아 의원직을 상실했다.

## 경력
- 현대자동차 노동조합 조직실장
- 1998년 6월 4일: 제2회 전국동시지방선거 당선(민선 2기, 울산 북구 염포동 선거구, 무소속, 초선)
- 1998년 7월~2002년 3월: 제2대 울산광역시 북구의회 의원(민선 2기, 울산 북구 염포동 선거구, 무소속→민주노동당, 초선)
- 2002년 6월 13일: 제3회 전국동시지방선거 당선(민선 3기, 울산 북구 제3선거구, 민주노동당, 초선)
- 2002년 7월~2006년 6월: 제3대 울산광역시의회 의원(울산 북구 제3선거구, 민선 3기, 민주노동당, 초선)
- 2006년 5월 31일: 제4회 전국동시지방선거 당선(민선 4기, 울산 북구 제3선거구, 민주노동당, 재선)
- 2006년 7월~2010년 3월: 제4대 울산광역시의회 의원(민선 4기, 울산 북구 제3선거구, 민주노동당, 재선)
- 2010년 6월 2일: 제5회 전국동시지방선거 당선(민선 5기, 울산광역시 북구청장, 민주노동당, 초선)
- 2010년 7월~2014년 6월: 제4대 울산광역시 북구청장(민선 5기, 민주노동당→통합진보당, 초선)
- 2016년 4월 13일: 대한민국 제20대 국회의원 선거 당선(울산 북구, 무소속, 초선)
- 2016년 5월 30일~2017년 12월 22일[1]: 제20대 국회의원(울산 북구, 무소속→새민중정당→민중당, 초선)
  - 2016년 6월~2017년 7월: 제20대 국회 전반기 미래창조과학방송통신위원회 위원
  - 2017년 7월~2017년 12월: 제20대 국회 전반기 과학기술정보방송통신위원회 위원
- 2024년 4월 10일: 대한민국 제22대 국회의원 선거 당선(울산 북구, 진보당, 재선)
- 2024년 5월 30일~: 제22대 국회의원(울산 북구, 진보당, 재선)
  - 2024년 6월~: 제22대 국회 전반기 국토교통위원회 위원
  - 2024년 6월~2025년 6월: 제22대 국회 전반기 예산결산특별위원회 위원
  - 2025년 7월~: 제22대 국회 전반기 국회운영위원회 위원
- 2024년 5월 30일~: 진보당 원내대표
- 2024년 7월~: 진보당 전세사기·깡통전세 대책특별위원장
- 2024년 7월~: 진보당 울산광역시당 민생특별위원장
- 2024년 7월~: 진보당 울산광역시당 달빛어린이병원 추진본부장

## 전과
- 업무방해: 벌금 1,500,000원 - 2010년 2월 17일 선고[2]
- 직권남용권리행사방해: 벌금 10,000,000원 - 2013년 1월 17일 선고[2]
- 공직선거법위반: 벌금 3,000,000원 - 2017년 7월 26일 선고[2]

## 학력
- 부산성동국민학교 졸업
- 부산서중학교 졸업
- 부산공업고등학교 졸업
- 울산대학교 지역개발학 학사
- 부산대학교 행정대학원 행정학 석사

## 논란

### 선거비용 미반납 논란
2018년 1월 기준 1억 3,140만원이 미반환됐다. 20대 총선거에서 당선됐다가 마을주민 공동체 사무소를 만들어 유사 선거사무소로 사용, 사전선거운동을 한 혐의로 당선무효형으로 의원직이 상실되었다.  당선무효형이 확정되면 보전받은 선거 비용 전부를 반환해야 한다.

## 역대 선거 결과
|  | 55.10% |

|  | 55.17% |

|  | 58.87% |

|  | 56.44% |

|  | 43.06% |

|  | 61.49% |

|  | 55.12% |

## 소속 정당
| 소속 정당 | 소속 정당  | 소속 기간 | 비고           |
| --------- | ---------- | --------- | -------------- |
|           | 무소속     | 1998~2002 | 정계 입문      |
|           | 민주노동당 | 2002~2011 | 입당           |
|           | 통합진보당 | 2011~2014 | 합당           |
|           | 무소속     | 2014~2016 | 정당 해산      |
|           | 민중의꿈   | 2016~2017 | 창당준비위원회 |
|           | 새민중정당 | 2017      | 창당           |
|           | 민중당     | 2017      | 합당           |
|           | 무소속     | 2017~2023 | 탈당           |
|           | 진보당     | 2023~현재 | 복당           |

## 같이 보기
- 북구 (울산 선거구)
- 울산 북구의 국회의원
- 울산 북구청장